# Josef Fuchs
Josef Fuchs (Unteriberg, 24 luglio 1948) è un ex ciclista su strada e pistard svizzero.
Professionista tra il 1972 e il 1981, conta la vittoria di una Liegi-Bastogne-Liegi e di due titoli nazionali su strada.

## Carriera
Da dilettante fu bronzo nella cronosquadre ai mondiali del 1969 e argento nell'inseguimento individuale ai mondiali del 1971. Le principali vittorie da professionista furono due campionati svizzeri (1972 e 1973), due tappe al Tour de Suisse (1979 e 1980), tre tappe alla Tirreno-Adriatico (1972, 1978 e 1979) e una Liegi-Bastogne-Liegi, nel 1981.

## Palmarès

### Pista
- 1970

Campionati svizzeri, Inseguimento individuale dilettanti
- 1971

Campionati svizzeri, Inseguimento individuale dilettanti

### Strada
- 1969

Campionato di Zurigo dilettanti
10ª tappa, 2ª semitappa Tour de l'Avenir (Charade > Charade)
- 1970

Wartenberg-Rundfahrt
- 1971

1ª tappa Tour de l'Avenir (Albi > Albi, cronometro)
Giro del Mendrisiotto
8ª tappa Milk Race (Tewkesbury > Portcawl)
- 1972

2ª tappa Tirreno-Adriatico (Frosinone > Pescasseroli)
Giro di Toscana
Campionati svizzeri, Prova in linea
Gran Premio Vigevano
3ª tappa Cronostaffetta
- 1973

Campionati svizzeri, Prova in linea
- 1974

Classifica generale Cronostaffetta
- 1976

Grabs-Voralp
- 1977

Grabs-Voralp
- 1978

3ª tappa Tirreno-Adriatico (Paglieta > Colle San Giacomo)
- 1979

3ª tappa Tirreno-Adriatico (Paglieta > Montegiorgio)
5ª tappa Tour de Suisse (Steffisburg > Verbier)
4ª tappa Volta Ciclista a Catalunya (Àger > Estany de Sant Maurici)
Rund um die Rigi - Gersau
- 1980

7ª tappa, 2ª semitappa Tour de Suisse (Mendrisio > Monte Generoso, cronoscalata)
- 1981

Liegi-Bastogne-Liegi
Gran Premio di Lugano

## Piazzamenti

### Grandi Giri
- Giro d'Italia

1972: 30º
1974: 25º
1977: 22º
1979: 8º
1980: 8º
1981: 5º
- Tour de France

1975: 8º
1976: ritirato (5ª tappa)
- Vuelta a España

1976: 8º

### Classiche monumento
- Milano-Sanremo

1972: 46º
1973: 39º
1976: 51º
1977: 71º
1978: 20º
1979: 95º
1981: 46º
- Parigi-Roubaix

1974: 40º
- Liegi-Bastogne-Liegi

1978: 22º
1979: 13º
1981: vincitore
- Giro di Lombardia

1972: ritirato
1980: ritirato

### Competizioni mondiali
- Mondiali su strada

Brno 1969 - Cronosquadre: 3º
Leicester 1970 - Cronosquadre: ?
Gap 1972 - In linea: ritirato
Barcellona 1973 - In linea: ritirato
Montreal 1974 - In linea: 12º
Yvoir 1975 - In linea: ritirato
Ostuni 1976 - In linea: ritirato
San Cristóbal 1977 - In linea: 21º
Nürburgring 1978 - In linea: 15º
Valkenburg 1979 - In linea: 41º
Sallanches 1980 - In linea: ritirato
- Mondiali su pista

Varese 1971 - Inseguimento ind. dilettanti: 2º